# ENTPD5
ENTPD5 (англ. Ectonucleoside triphosphate diphosphohydrolase 5) – білок, який кодується однойменним геном, розташованим у людей на короткому плечі 14-ї хромосоми. Довжина поліпептидного ланцюга білка становить 428 амінокислот, а молекулярна маса — 47 517.
| 10         |  | 20         |  | 30         |  | 40         |  | 50         |
| ---------- |  | ---------- |  | ---------- |  | ---------- |  | ---------- |
| MATSWGTVFF |  | MLVVSCVCSA |  | VSHRNQQTWF |  | EGIFLSSMCP |  | INVSASTLYG |
| IMFDAGSTGT |  | RIHVYTFVQK |  | MPGQLPILEG |  | EVFDSVKPGL |  | SAFVDQPKQG |
| AETVQGLLEV |  | AKDSIPRSHW |  | KKTPVVLKAT |  | AGLRLLPEHK |  | AKALLFEVKE |
| IFRKSPFLVP |  | KGSVSIMDGS |  | DEGILAWVTV |  | NFLTGQLHGH |  | RQETVGTLDL |
| GGASTQITFL |  | PQFEKTLEQT |  | PRGYLTSFEM |  | FNSTYKLYTH |  | SYLGFGLKAA |
| RLATLGALET |  | EGTDGHTFRS |  | ACLPRWLEAE |  | WIFGGVKYQY |  | GGNQEGEVGF |
| EPCYAEVLRV |  | VRGKLHQPEE |  | VQRGSFYAFS |  | YYYDRAVDTD |  | MIDYEKGGIL |
| KVEDFERKAR |  | EVCDNLENFT |  | SGSPFLCMDL |  | SYITALLKDG |  | FGFADSTVLQ |
| LTKKVNNIET |  | GWALGATFHL |  | LQSLGISH   |  |            |  |            |

A: Аланін

C: Цистеїн

D: Аспарагінова кислота

E: Глутамінова кислота

F: Фенілаланін

G: Гліцин

H: Гістидин

I: Ізолейцин

K: Лізин

L: Лейцин

M: Метіонін

N: Аспарагін

P: Пролін

Q: Глутамін

R: Аргінін

S: Серин

T: Треонін

V: Валін

W: Триптофан

Кодований геном білок за функцією належить до гідролаз. 
Білок має сайт для зв'язування з іоном кальцію, іоном магнію. 
Локалізований у ендоплазматичному ретикулумі.
Також секретований назовні.